# Víctor Medina (futbolista mexicano)
Víctor Medina es un exfutbolista y entrenador; recientemente lo anunciaron para dirigir al Montañeses de la Segunda División de México antes era Auxiliar Técnico de Ignacio Ambriz en el conjunto del Toluca FC

## Carrera de futbolista
Debutó en el año 1984 con el Potosino, durante su carrera también militó en Atlante y Veracruz, en este último se retiró en 1997.
Como entrenador, inició como auxiliar de Jesús Ramírez en el América en 2009, y luego fue auxiliar en varios equipos, hasta que en 2017 trabaja como entrenador en fuerzas básicas del América.

## Clubes
| Club                        | País   | Año         | PJ | Goles |
| --------------------------- | ------ | ----------- | -- | ----- |
| Atlético Potosino           | México | 1984 - 1988 |    |       |
| Atlante Fútbol Club         | México | 1988 - 1990 |    |       |
| Tiburones Rojos de Veracruz | México | 1990 - 1993 |    |       |
| Atlante Fútbol Club         | México | 1993 - 1994 |    |       |
| Tiburones Rojos de Veracruz | México | 1994 - 1997 |    |       |